# Corvus orru
Il corvo di Torres (Corvus orru Bonaparte, 1831) è un uccello passeriforme della famiglia Corvidae.

## Etimologia
Il nome scientifico della specie, orru, deriva dal nome di korru di questi uccelli nelle lingue papuasiche.

## Descrizione

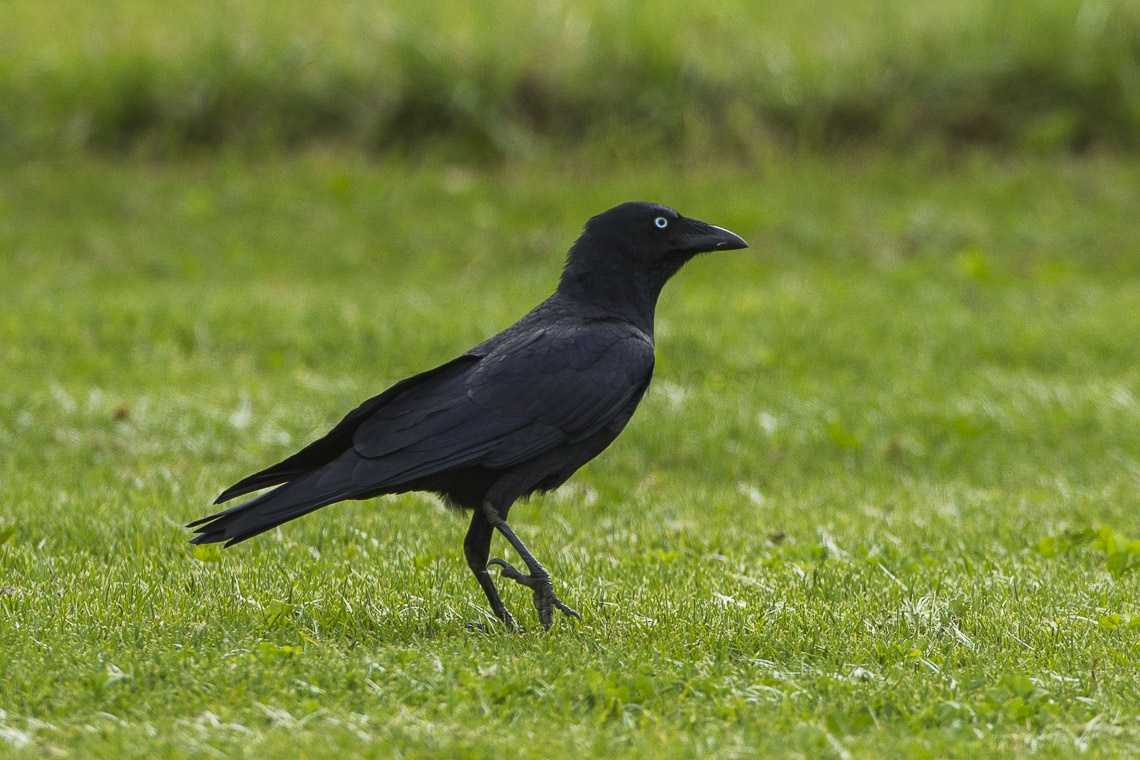
Esemplare al suolo nel Queensland.

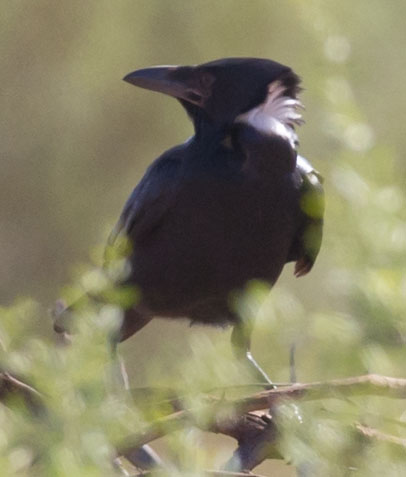
Giovane esemplare, riconoscibile dagli occhi scuri: notare le penne del collo.

### Dimensioni
Misura 48-53 cm cm di lunghezza, per 430-700 g di peso: a parità d'età, i maschi sono lievemente più grossi e pesanti rispetto alle femmine.

### Aspetto
Si tratta di uccelli dall'aspetto robusto e slanciato, muniti di testa squadrata munita di becco conico e piuttosto corto (se paragonato a quello di altre specie di corvo), collo robusto, lunghe ali digitate, lunghe zampe e coda dall'estremità squadrata.

Nel complesso, l'aspetto del corvo di Torres ricorda vagamente quello di un incrocio fra una taccola e un corvo imperiale: questi uccelli sono molto simili ai vari corvi australiani, in particolar modo il corvo minore (rispetto al quale è però più grande e possiede becco più massiccio), ma anche alcuni artamidi (come l'uccello beccaio nero e i currawong), che però non sono con loro strettamente imparentati e presentano differenze nella conformazione del becco e nella colorazione degli occhi.
Il piumaggio si presenta interamente di colore nero, lucido dorsalmente e più opaco ventralmente, con presenza di diffusi riflessi metallici di colore bluastro concentrati su testa, dorso, ali, lati del petto e coda e ben visibili quando l'animale è nella luce diretta: una caratteristica del corvo di Torres è quella di presentare la base delle penne del collo e della nuca di colore bianco, caratteristica che diviene evidente quando l'animale effettua grooming o viene investito da folate di vento. Le remiganti, così come la coda e la parte piumata delle zampe, presentano vaghe sfumature di color bruno-cannella, anche queste visibili quando l'animale è in volo.

I due sessi sono del tutto simili per quanto concernente la colorazione del piumaggio.
Il becco e le zampe sono di colore nero (queste ultime con suola rosata): gli occhi, invece, sono di un caratteristico colore bianco-azzurrino.

## Biologia

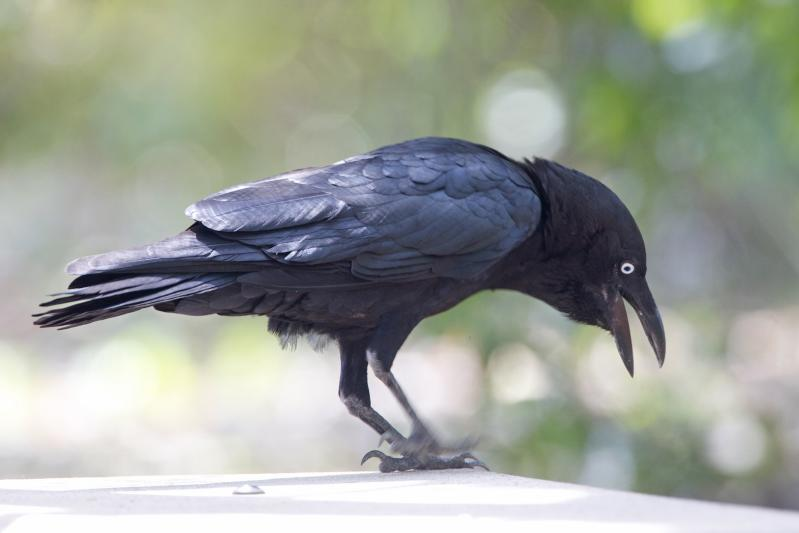
Esemplare nella contea di Coomalie.

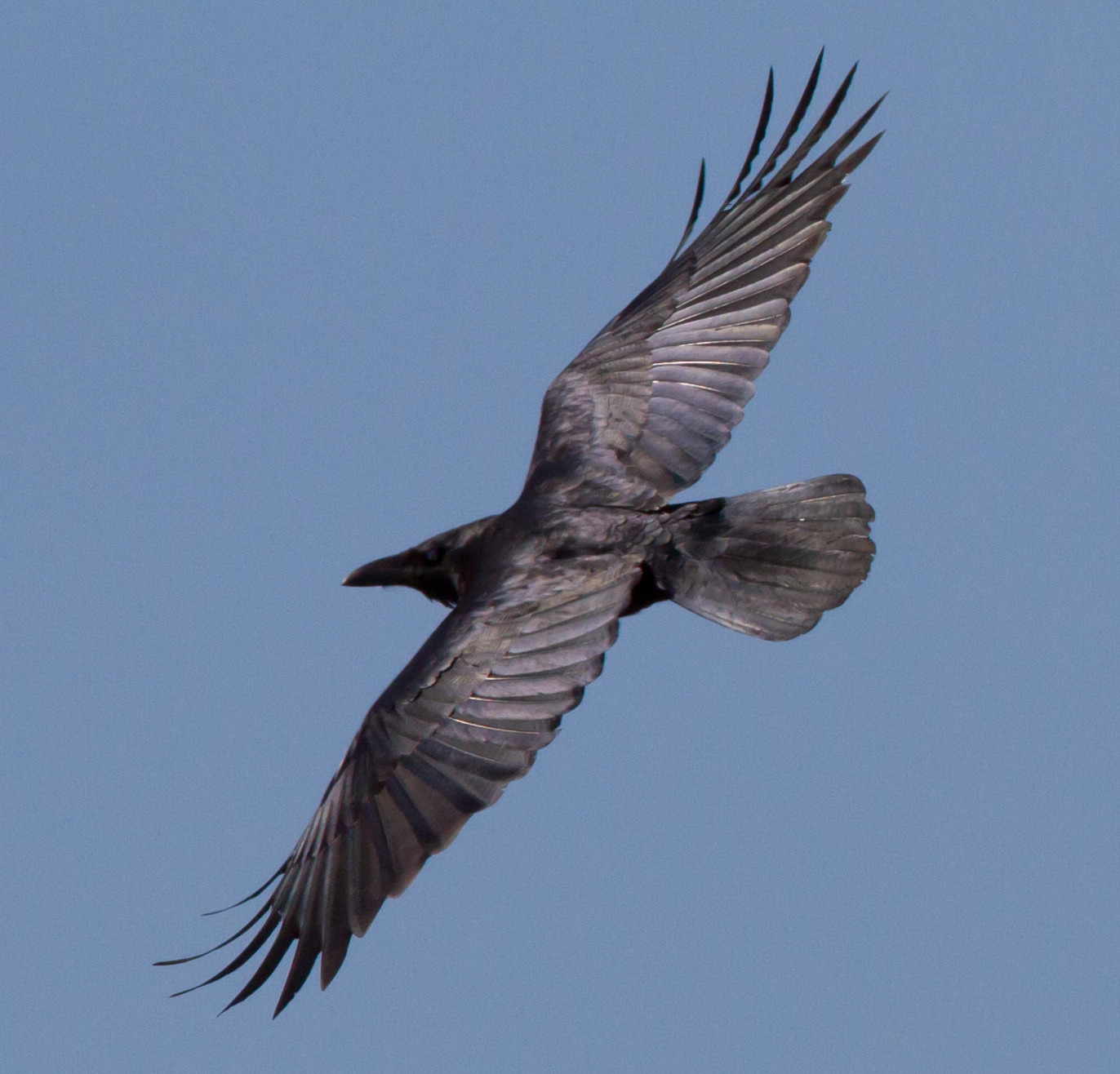
Esemplare in volo su Karratha.

Il corvo di Torres è un uccello dalle abitudini diurne e gregarie, tranne che durante la stagione riproduttiva, quando le coppie si isolano e divengono territoriali: all'infuori di quest'ultima, questi uccelli si muovono in stormi anche consistenti, dedicando la maggior parte della giornata alla ricerca di cibo e rifugiandosi verso sera fra le fronde di un albero o in un luogo sopraelevato e possibilmente isolato, dove passare la notte al sicuro da eventuali predatori. Durante la stagione degli amori, gli stormi continuano a sussistere sebbene ridotti in dimensioni, comprendendo al loro interno solo i giovani non ancora maturi, gli esemplari anziani non più riproduttivi e singoli individui non ancora accoppiati.
Il richiamo di questi uccelli, consistente in un gracchio nasale e piuttosto acuto ripetuto in generale più volte di fila, è caratteristico e ben riconoscibile da quello delle altre specie di corvo australiano.

### Alimentazione

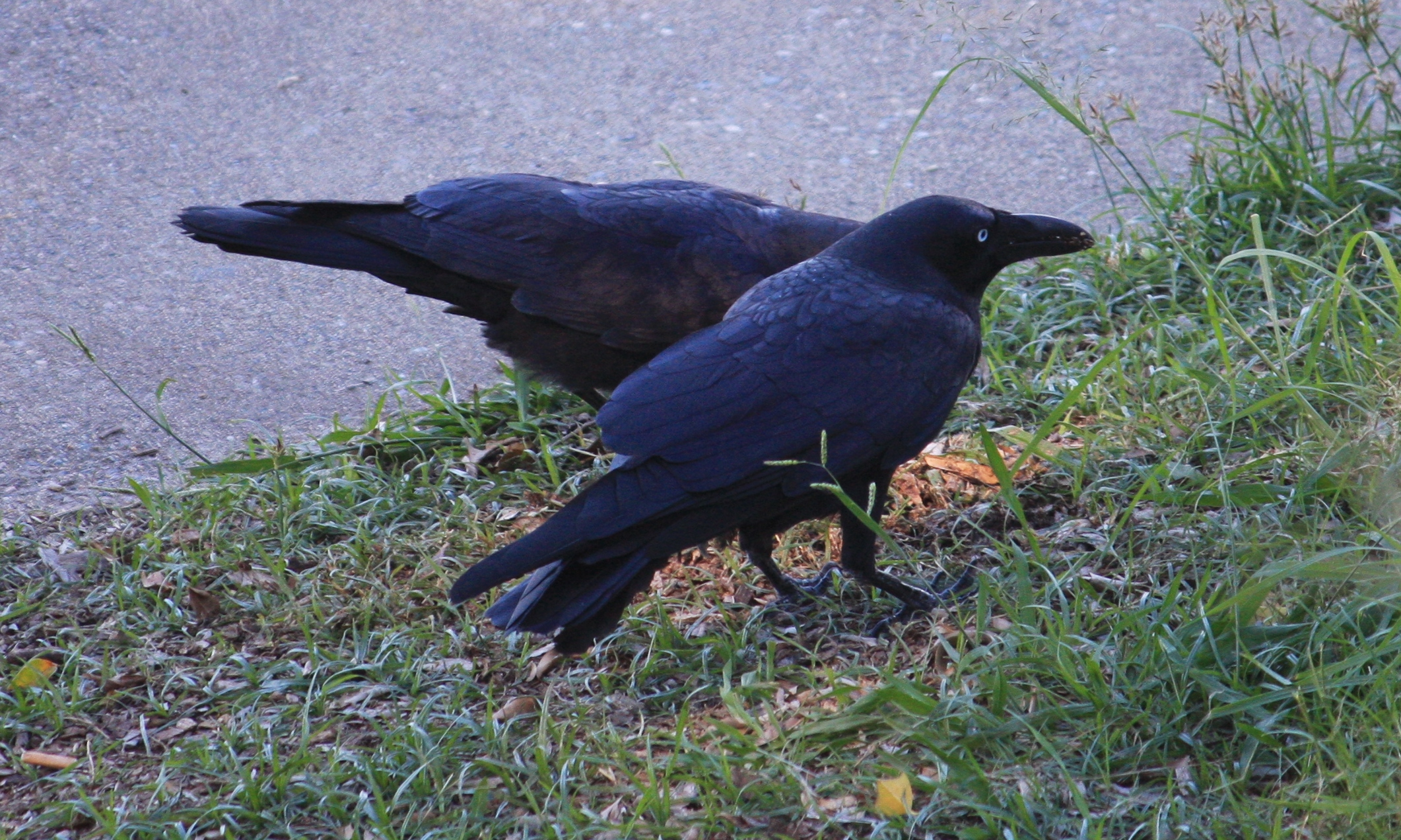
Due esemplari si cibano al suolo a Brisbane.

Il corvo di Torres è un uccello onnivoro e molto opportunista, un po' come tutti i corvidi: diversamente da molti corvi, tuttavia, in questi animali è solitamente la componente granivora della dieta a prevalere sulle altre.
Gran parte della dieta di questi uccelli è costituita da semi e granaglie reperiti al suolo: essi si cibano inoltre di bacche e frutta matura, nonché di cibo di origine animale come carcasse, insetti ed altri invertebrati, delle loro larve e di piccoli vertebrati come uova e nidiacei razziati dai nidi (motivo per il quale i corvi di Torres vengono vivacemente scacciati dagli uccelli in nidificazione, in particolare codaventaglio ballerina, gli artamidi ed il minatore chiassoso), piccoli rettili e mammiferi ed anfibi. Fra questi ultimi, il corvo di Torres preda anche l'introdotto rospo delle canne, noto per la sua tossicità: per evitare l'avvelenamento, i corvi di Torres sono soliti sventrare i rospi dopo averli schienati, cibandosi delle interiora ed evitando le ghiandole velenifere (situate ai lati della testa). Si pensa che tale tecnica predatoria venga tramandata fra i vari esemplari.

In aree antropizzate, inoltre, i corvi di Torres (oltre ad essere considerati dannosi per le colture, che tendono a razziare) beneficiano della presenza umana ottenendo una grande quantità di cibo sotto forma di rifiuti, scarti ed animali uccisi dai veicoli.
Oltre a cercare attivamente il cibo, i corvi possono coalizzarsi per aggredire i rapaci e rubare loro il cibo: a loro volta, essi possono essere aggrediti e scacciati dalle gazze australiane.

### Riproduzione

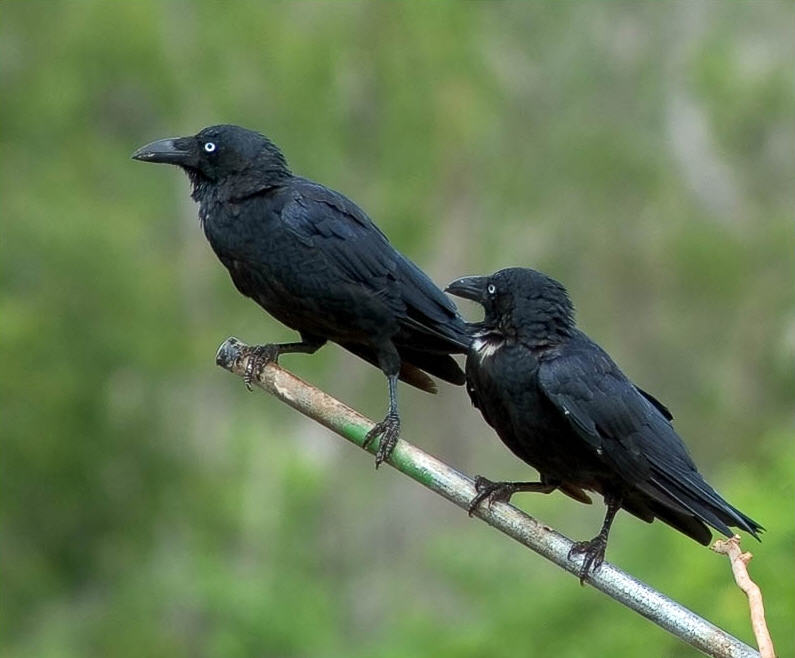
Coppia in natura.

La stagione riproduttiva va dalla fine di agosto a gennaio: le popolazioni più meridionali si riproducono durante tutto l'arco dell'anno. Il corvo di Torres è un uccello monogamo, con le coppie che durante la stagione riproduttiva si isolano e divengono territoriali (in particolar modo le femmine), scacciando dai dintorni ogni eventuale intruso considerato pericoloso, in particolare i rapaci notturni e l'aquila audace: anche cani, varani e talvolta anche i passanti possono essere scacciati dalle aree prospicienti il nido, tuttavia i corvi di Torres in nidificazione sono molto meno aggressivi rispetto ad altre specie australiane (come la gazze australiane o la pavoncella mascherata).
Il nido, a forma di coppa, viene costruito da ambedue i sessi in un luogo isolato e sopraelevato rispetto ai dintorni (solitamente un eucalipto, ma anche un palo della luce o un edificio svettante), intrecciando rametti e fibre vegetali e foderando l'interno con materiale più soffice.

All'interno del nido, la femmina depone 2-4 uova, che provvede a covare da sola (assistita nel frattempo dal maschio, che si occupa di reperire il cibo per sé e per la compagna) per una ventina di giorni, al termine dei quali schiudono pulli ciechi ed implumi.

I nidiacei vengono imbeccati ed accuditi da ambedue i genitori: a circa quaranta giorni dalla schiusa, essi sono pronti per l'involo, sebbene continuino a dipendere dai genitori ancora per mesi, non di rado separandosi da essi solo alla stagione riproduttiva successiva, quando le coppie si allontanano dagli stormi per nidificare (occupando di preferenza gli stessi territori anno dopo anno) ed i giovani non ancora riproduttivi, riconoscibili per gli occhi scuri che diventeranno bianchi attorno ai nove mesi di vita, continuano a rimanere assieme.

## Distribuzione e habitat

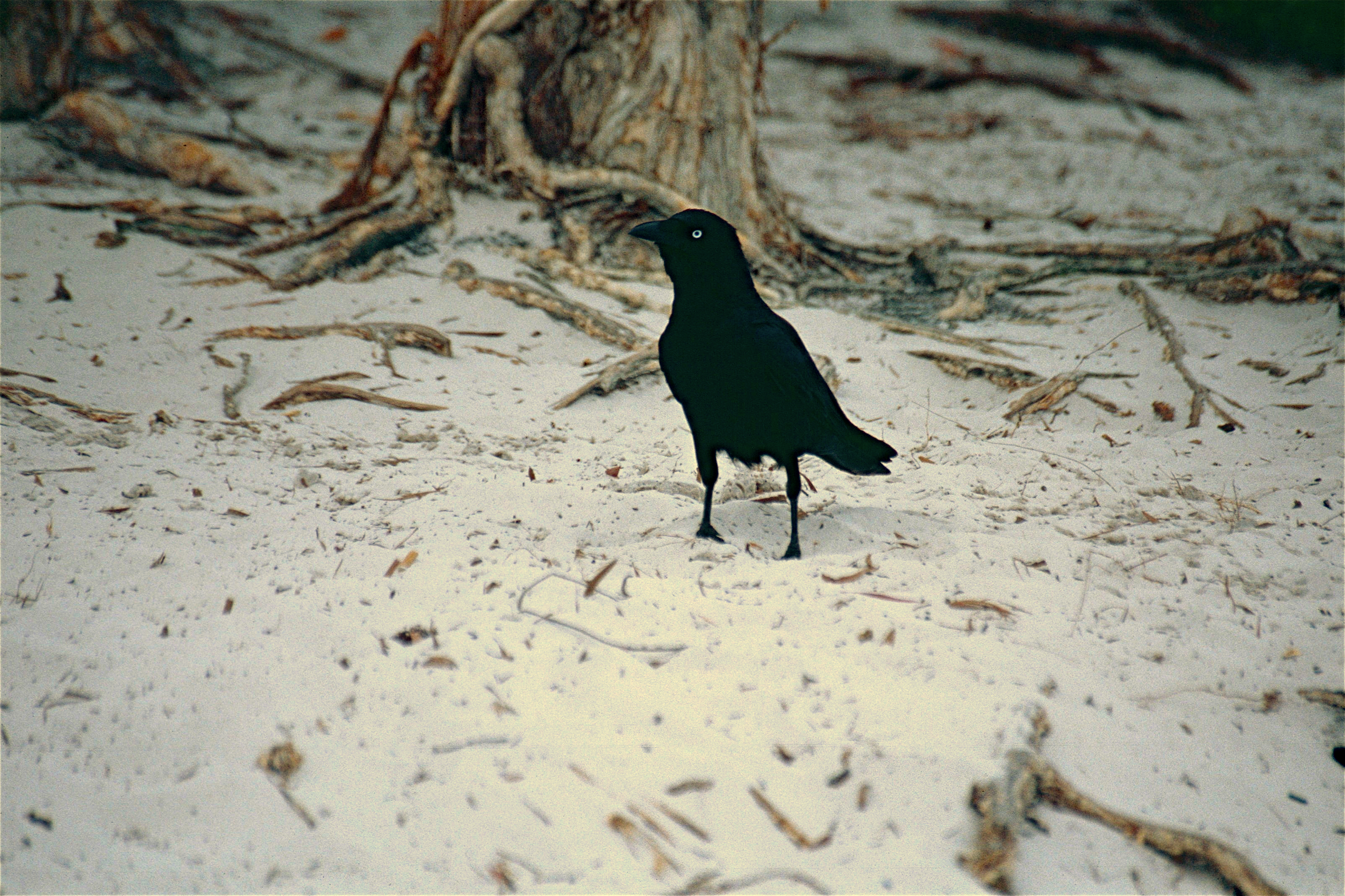
Esemplare in spiaggia a Fraser Island.

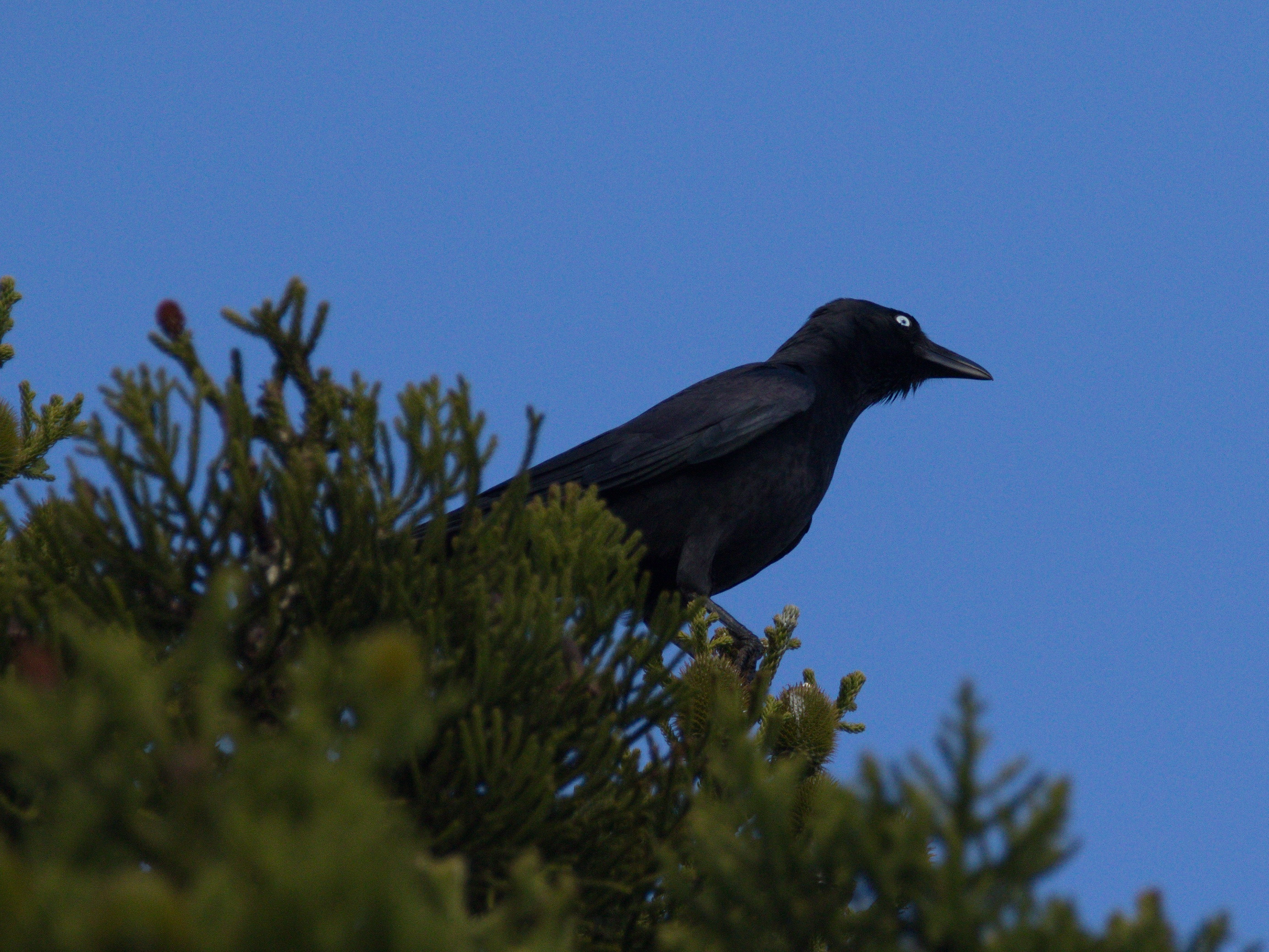
Esemplare nel Queensland.

Come intuibile dal nome comune, il corvo di Torres è diffuso su ambedue le sponde dello Stretto di Torres, in Nuova Guinea e in Australia: nella prima, la specie manca solo dalle aree montuose centrali, mentre nella seconda il corvo di Torres è presente in tutto il territorio a nord di Sydney, dei monti Musgrave e di Geraldton. La specie è inoltre presente nelle Molucche e in numerose isole nei pressi della Nuova Guinea (isole di D'Entrecasteaux, Trobriand, arcipelago Louisiade, Woodlark): popolazioni isolate sembrerebbero sussistere nell'entroterra del golfo di Spencer e nell'area di Kalgoorlie.
Gli stormi sono nomadi, muovendosi costantemente alla ricerca di cibo e fermandosi in corrispondenza di aree dove questo è abbondante, ma solo temporaneamente: durante la stagione degli amori, le coppie fanno ritorno a siti di nidificazione consuetudinari, mentre gli esemplari non riproduttivi continuano nei loro spostamenti nomadici.
I corvi di Torres sono uccelli molto versatili, che popolano praticamente qualsiasi 'habitat disponibile nel loro areale, dalla foresta montana alle aree semidesertiche costiere, fino a 1500 m di quota, purché sia presente una sufficiente copertura arborea dove rifugiarsi e nidificare ed una fonte d'acqua dolce permanente nelle vicinanze. Questi uccelli hanno inoltre colonizzato anche i centri urbani, e specialmente in Australia il loro range è aumentato esponenzialmente durante l'ultimo secolo ed appare in ulteriore espansione.

## Tassonomia
Se ne riconoscono tre sottospecie:

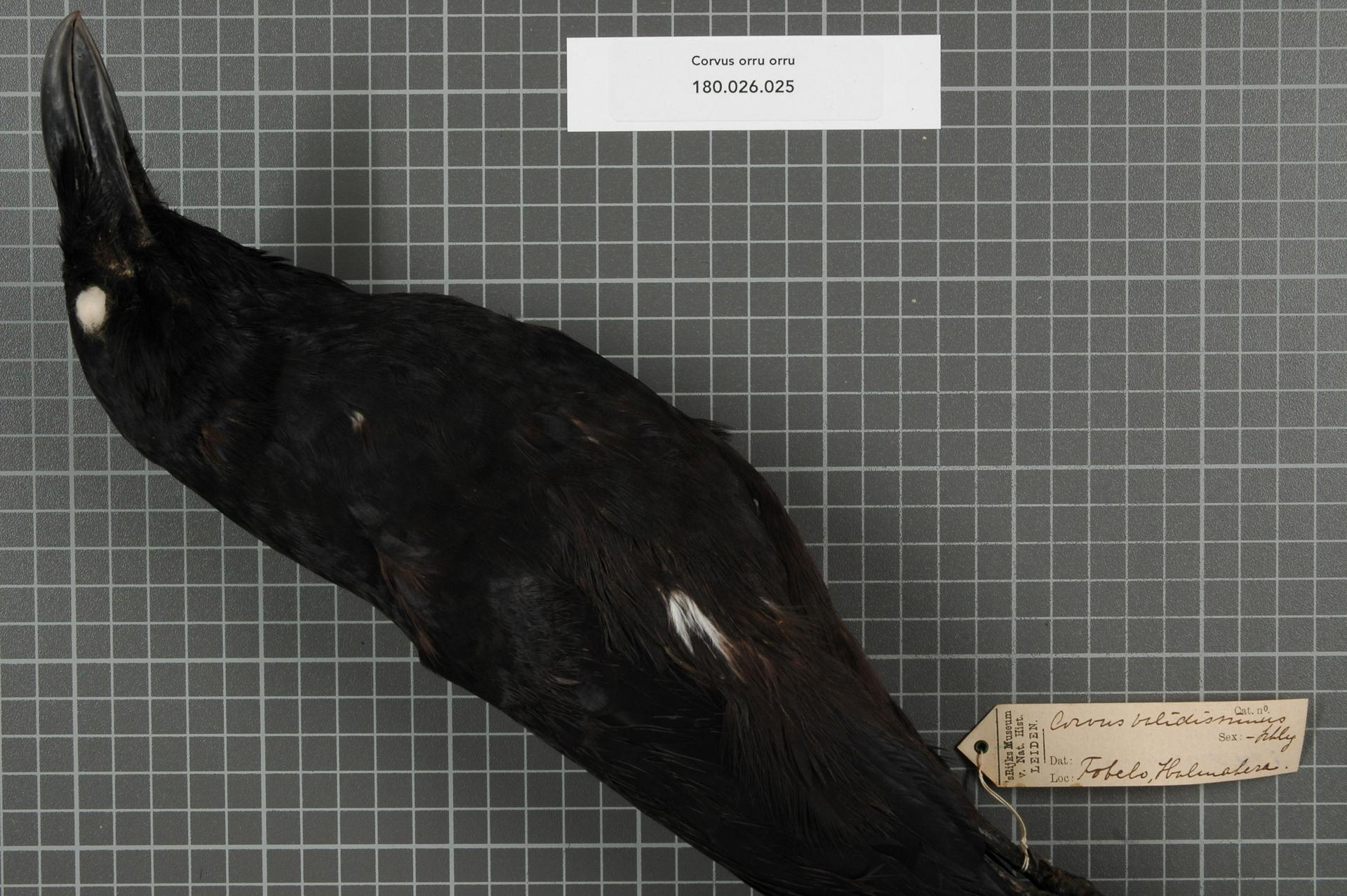
Esemplare impagliato della sottospecie nominale.

- Corvus orru latirostris meyer, 1884 - endemica delle isole Babar e Tanimbar;
- Corvus orru orru Bonaparte, 1831 - la sottospecie nominale, diffusa nelle Molucche e in Nuova Guinea, oltre che nelle isole minori circonvicine;
- Corvus orru cecilae Mathews, 1912 - diffusa in Australia;

Alcuni autori riconoscerebbero inoltre le sottospecie hartogi dell'isola di Dirk Hartog, probleema del Kimberley e queenslandicus del Queensland centrale (sinonimizzate con cecilae): una quarta presunta sottospecie, marngli del Kimberley occidentale, si è rivelata a un'analisi più attenta un esemplare di corvo minore.

In passato, anche il corvo delle Bismarck veniva considerato una sottospecie del corvo di Torres, mentre la sottospecie cecilae veniva considerata una specie a sé stante col nome di Corvus cecilae: secondo alcuni autori, anche la sottospecie latirostris andrebbe elevata al rango di specie.